# 2. ŽNL Vukovarsko-srijemska NS Županja 2011./12.
Prvenstvo se igralo trokružno, a ligu (i plasman u 1. ŽNL) je osvojila NK Budućnost Šiškovci. Pošto je 2. ŽNL najniži rang natjecanja za Nogometno Središte Županja, i lige nitko ne ispada.

## Tablica
| Mj. | Klub                         | Sus. | Pobj. | Nerj. | Por. | GR.   | Bod. |
| --- | ---------------------------- | ---- | ----- | ----- | ---- | ----- | ---- |
| 1.  | NK Budućnost Šiškovci        | 21   | 19    | 0     | 2    | 77:22 | 57   |
| 2.  | NK Šokadija Babina Greda     | 21   | 17    | 2     | 2    | 61:18 | 53   |
| 3.  | NK Posavac Posavski Podgajci | 21   | 10    | 3     | 8    | 52:47 | 33   |
| 4.  | NK Županja 77                | 21   | 7     | 5     | 9    | 41:48 | 26   |
| 5.  | NK RAŠK Rajevo Selo          | 21   | 6     | 3     | 12   | 30:47 | 21   |
| 6.  | NK Sloga Štitar              | 21   | 6     | 2     | 13   | 33:47 | 20   |
| 7.  | NK Sloga Račinovci           | 21   | 6     | 1     | 14   | 30:64 | 19   |
| 8.  | NK Srijemac Strošinci        | 21   | 3     | 4     | 14   | 35:66 | 13   |